# فلسفه جغرافیا

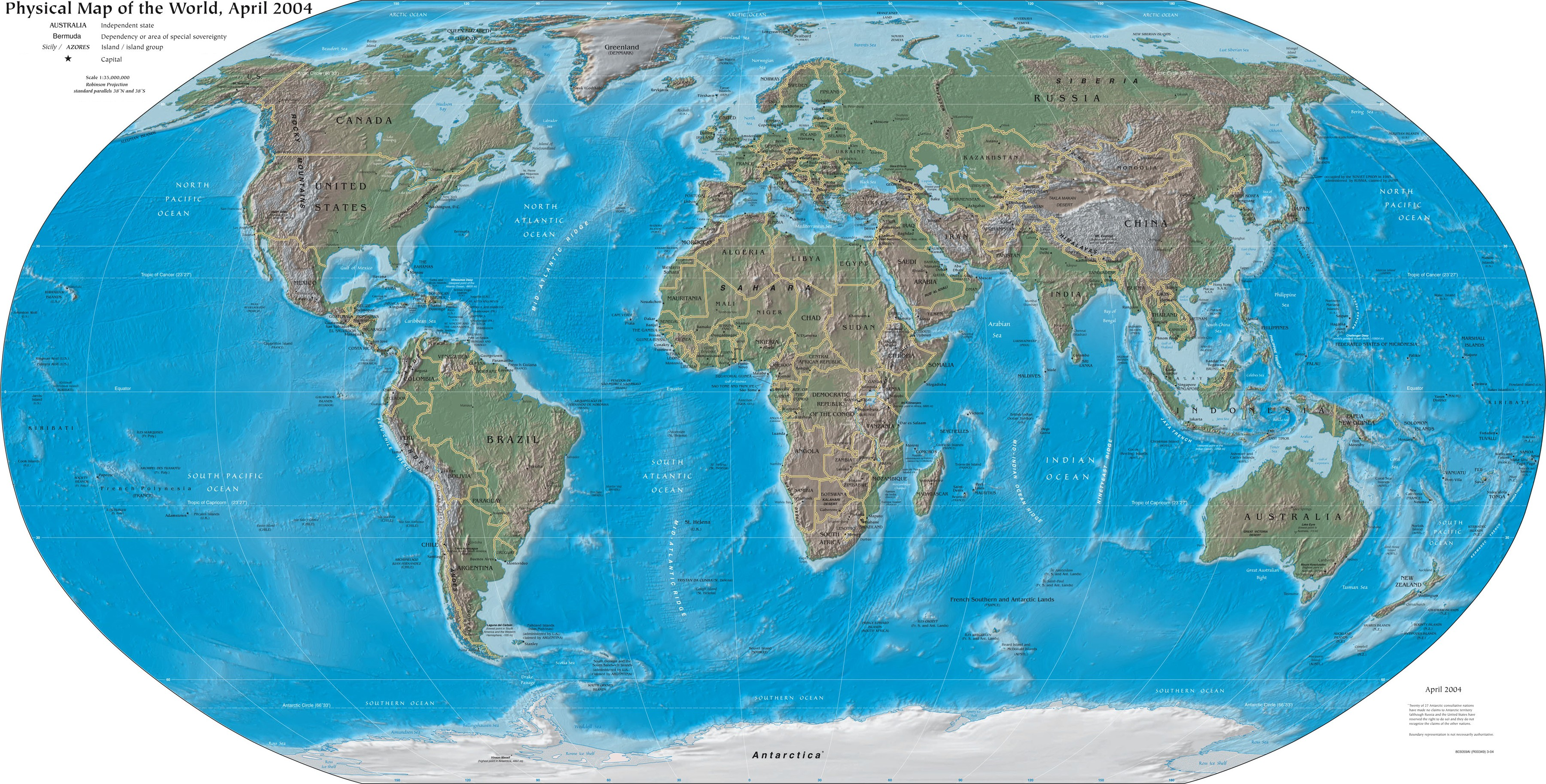

فلسفه جغرافیا؛ به بررسی معنا و مفهوم کلمهٔ جغرافیا،هدف مطالعهٔ آن و چیستی دانش جغرافیا می‌پردازد.

## سیر تاریخی
از دهه ۱۹۳۰ میلادی در آمریکا و انگستان، نفوذ تفکرات فلسفی در مطالعات جغرافی‌دانان آغاز شد. از این دهه تا دهه ۱۹۶۰ میلادی؛ مباحث فلسفی بیشتر در زمینه‌هایی از علم جغرافیا، چون: طبیعت، چشم‌انداز و روابط جغرافیا با سایر علم می‌پرداختند؛ که نمونهٔ کامل آن کتاب «ماهیت جغرافیا» از ریچارد هارتشورن است.
مکتب علم فضایی در دهه ۱۹۵۰ آغاز گشت؛ ولی تأثیرات بیشتر این مکتب از دهه ۱۹۶۰ آغاز شد. به دنبال تأثیرات آن؛ در سال ۱۹۶۹ میلادی، دیوید هاروی اثر معروف خود؛ یعنی «تبیین در جغرافیا» را با تأثیرپذیری از جریان‌ها و روش‌شناسی‌های مکتب جغرافیا به منزله علم فضایی (علم فضایی) تدوین کرد.
دیوید هاروی از ۱۹۷۰ میلادی به بعد؛ در فلسفه و روش‌شناسی به یک نوع هم‌پوشی میان رادیکالیسم، اثبات‌گرایی منطقی و پدیدارشناسی معتقد شد.
در دههٔ ۱۹۷۰ میلادی؛ سهم جغرافیا در حل مسائل روزمرهٔ اجتماعی و اقتصادی اعتبار علمی بیشتری می‌یابد و با ظهور ایده‌آلیسم، رئالیسم و آرمان‌شهر مارکس هر جغرافی‌دان تحت تأثیر مکتبی خاص قرارگرفت و جغرافیا به شکل علم تفکربرانگیز نسبت به شیوهٔ زندگی گروه‌های انسانی تبدیل شد. البته در دهه ۱۹۸۰، جغرافیا جهت‌گیری‌هایی به سمت تحلیل واقعیت‌ها نیز پیدا کرد.